# Pooh jeans
Pooh jeans è un marchio creato nel 1972 dai fratelli Castelletti. Il marchio divenne subito un successo internazionale.
Pooh jeans ha raggiunto produzioni di oltre 15 milioni di capi di abbigliamento, presente in 17 mercati internazionali ed è stata leader del settore in Italia e molto apprezzata nel mondo. Nel 1980 il marchio POOH jeans poteva contare su una produzione divisa tra i vari stabilimenti di proprietà (San Benedetto del Tronto, Colonnella di circa 71000 m² di cui 30000 m² coperti, Corropoli, Badia Polesine, Roseto degli Abruzzi etc) e contava circa 2500 dipendenti, senza considerare l'indotto, con fatturati di circa 400 miliardi di lire, ed era sponsor del Milan e della BMW nonché delle corse KTM. Fu anticipatrice in tutto tanto da creare una delle prime co-branding, veramente innovative per l'epoca, con il marchio di caramelle CHARMS per una linea giovane chiamata CHARMS BY POOH. Molto importanti furono le varie campagne pubblicitarie, all'avanguardia e di forte impatto come la molto nota immagine del ragazzo e della ragazza appoggiati di schiena e completamente nudi coperti solo dalla foglia di fico, logo del marchio stesso.